# José Javier Múgica
José Javier Múgica Astibia (1942-2001) fue un concejal de UPN en el Ayuntamiento de Leiza (Navarra), asesinado por la banda terrorista ETA el 14 de julio de 2001, a los 59 años de edad.
Nació en Leiza el 7 de abril de 1942. Era el penúltimo hermano de una familia numerosa, hijo de un empleado del Servicio de Conservación de Carreteras de la Diputación Foral de Navarra y un ama de casa de la zona.
Regentaba un pequeño negocio en su localidad y era aficionado a la fotografía, a la cual se llegó a dedicar profesionalmente, era propietario de Múgica Argazkiak. Trabajó también para la empresa de autobuses Leizaran S.L. 
En las elecciones autonómicas de 1999, fue número 1 de la lista de UPN en Leiza, siendo uno de los concejales electos. Tras su elección, fue nombrado portavoz del grupo regionalista, del que formaba parte junto con la otra concejala de UPN elegida, María Michelena. Compaginó su actividad política con la pertenencia a la Asociación de Amigos del Pueblo Saharaui.
Antes de ser asesinado había sufrido numerosas amenazas e incluso la quema de la furgoneta que utilizaba para trabajar.
El 14 de julio de 2001, hacia las 10:00 horas de la mañana, salió de su domicilio en la calle de Amazabal, y entró en su furgoneta. Nada más arrancarla, hizo explosión una bomba lapa que se encontraba adherida a su vehículo, compuesta por tres kg de explosivo. Múgica salió inmediatamente despedido del vehículo, quedando tendido en el suelo hasta las 12:45 horas. Su cadáver fue incinerado al día siguiente.
Su hijo, Daniel Múgica, también fue concejal del Ayuntamiento de Leiza por UPN.